# Hammarting
Hammarting var ett särskilt tingssammanträde vid bergstingsrätten där mål angående stångjärnshammare avdömdes.
Hammartinget hade samma ordförande som bergstingsrätten, det vill säga bergmästaren, men istället för de vanliga  bergsnämndemännen hade hammartinget sina särskilda bisittare, hammartingsnämndemän, som utvaldes bland dem som tillhörde hammarverken. Bergstingsrätten hade alltså två typer av ting, dels det vanliga gruvtinget, dels hammartinget. Det kom dock så småningom att anses att dessa två ting orsakade mycken oreda och tidsspillan varför hammartingen avskaffades 1756.